# Première circonscription de la Loire-Atlantique
La première circonscription de la Loire-Atlantique est l'une des dix circonscriptions législatives françaises que compte le département de la Loire-Atlantique.

## La circonscription de 1958 à 1986

### Description géographique
Dans le découpage électoral en vigueur après le redécoupage de 1958, la première circonscription de la Loire-Atlantique était composée des cantons suivants :
- canton de Nantes-1
- canton de Nantes-2
- canton de Nantes-3.

### Historique des députations
| Législature | Début de mandat | Fin de mandat  | Député         | Parti politique | Observations |
| ----------- | --------------- | -------------- | -------------- | --------------- | --- |
| Ire         | 9 décembre 1958 | 9 octobre 1962 | Henri Rey      | UNR             | Mandat écourté à la suite d'une dissolution parlementaire décidée par Charles de Gaulle. |
| IIe         | 6 décembre 1962 | 2 avril 1967   | Henri Rey      | UNR             | |
| IIIe        | 3 avril 1967    | 30 mai 1968    | Henri Rey      | UDR             | Mandat écourté à la suite d'une dissolution parlementaire décidée par Charles de Gaulle. |
| IVe         | 11 juillet 1968 | 1er avril 1973 | Henri Rey      | UDR             | Remplacé à partir du 22 juillet 1969 par Alexandre Bolo (UDR) à la suite de sa nomination au gouvernement. |
| Ve          | 2 avril 1973    | 2 avril 1978   | Alexandre Bolo | UDR             | |
| VIe         | 3 avril 1978    | 22 mai 1981    | Alexandre Bolo | RPR             | En raison de son décès le 17 juillet 1980, remplacé par Dominique Pervenche (RPR). Mandat écourté à la suite d'une dissolution parlementaire décidée par François Mitterrand.                                                     |
| VIIe        | 2 juillet 1981  | 1er avril 1986 | Jean Natiez    | PS              | |
| VIIIe       | 2 avril 1986    | 14 mai 1988    | Aucun          | Aucun           | Proportionnelle par département, pas de député par circonscription Proportionnelle par département, pas de député par circonscription. Mandat écourté à la suite d'une dissolution parlementaire décidée par François Mitterrand. |

### Historique des élections

#### Élections de 1958
| Candidat              | Candidat               | Parti          | Premier tour | Premier tour | Second tour | Second tour |  |
| Candidat              | Candidat               | Parti          | Voix         | %            | Voix        | %           |  |
| --------------------- | ---------------------- | -------------- | ------------ | ------------ | ----------- | ----------- |  |
|                       | Michel Raingeard       | CNIP           | 17 606       | 29,87        | 19 376      | 33,54       |  |
|                       | Henry Rey élu          | UNR            | 16 159       | 27,42        | 23 095      | 39,98       |  |
|                       | André Routier-Preuvost | SFIO           | 10 110       | 17,16        | 8 619       | 14,92       |  |
|                       | Étienne Hémidy         | PCF            | 7 253        | 12,31        | 6 682       | 11,57       |  |
|                       | Jean Le Mappian        | MRP            | 5 200        | 8,82         | Retrait     | Retrait     |  |
|                       | Fernand Guillet        | Modérés        | 2 605        | 4,42         |             |             |  |
|                       |                        |                |              |              |             |             |  |
| Inscrits              | Inscrits               | Inscrits       | 77 595       | 100,00       | 77 605      | 100,00      |  |
| Abstentions           | Abstentions            | Abstentions    | 17 643       | 22,74        | 19 136      | 24,66       |  |
| Votants               | Votants                | Votants        | 59 952       | 77,26        | 58 469      | 75,34       |  |
| Blancs et nuls        | Blancs et nuls         | Blancs et nuls | 1 019        | 1,7          | 697         | 1,19        |  |
| Exprimés              | Exprimés               | Exprimés       | 58 933       | 98,3         | 57 772      | 98,81       |  |
| Source : Data.gouv.fr |                        |                |              |              |             |             |  |

Le suppléant d'Henri Rey était Albert Dassié, concessionnaire automobile à Nantes.

#### Élections de 1962
| Candidat              | Candidat                | Parti          | Premier tour | Premier tour | Second tour | Second tour |  |
| Candidat              | Candidat                | Parti          | Voix         | %            | Voix        | %           |  |
| --------------------- | ----------------------- | -------------- | ------------ | ------------ | ----------- | ----------- |  |
|                       | Henry Rey sortant réélu | UNR-UDT        | 23 895       | 46,53        | 31 276      | 60,26       |  |
|                       | Étienne Hémidy          | PCF            | 6 810        | 13,26        | 12 634      | 24,34       |  |
|                       | André Routier-Preuvost  | SFIO           | 6 132        | 11,94        | Retrait     | Retrait     |  |
|                       | Jean Lemoine            | CNIP           | 6 007        | 11,7         | Retrait     | Retrait     |  |
|                       | Jean Le Mappian         | MRP            | 3 536        | 6,89         | 7 990       | 15,39       |  |
|                       | Jacques Dulac           | PSU            | 2 658        | 5,18         | Retrait     | Retrait     |  |
|                       | Michel Gouesnard        | UFF            | 1 309        | 2,55         |             |             |  |
|                       | Philippe Jamin          | Extrême droite | 1 010        | 1,97         |             |             |  |
|                       |                         |                |              |              |             |             |  |
| Inscrits              | Inscrits                | Inscrits       | 78 287       | 100,00       | 78 289      | 100,00      |  |
| Abstentions           | Abstentions             | Abstentions    | 25 981       | 33,19        | 24 568      | 31,38       |  |
| Votants               | Votants                 | Votants        | 52 306       | 66,81        | 53 721      | 68,62       |  |
| Blancs et nuls        | Blancs et nuls          | Blancs et nuls | 949          | 1,81         | 1 821       | 3,39        |  |
| Exprimés              | Exprimés                | Exprimés       | 51 357       | 98,19        | 51 900      | 96,61       |  |
| Source : Data.gouv.fr |                         |                |              |              |             |             |  |

Le suppléant de Henry Rey était Alexandre Bolo, représentant.

#### Élections de 1967
| Candidat              | Candidat                | Parti          | Premier tour | Premier tour | Second tour | Second tour |  |
| Candidat              | Candidat                | Parti          | Voix         | %            | Voix        | %           |  |
| --------------------- | ----------------------- | -------------- | ------------ | ------------ | ----------- | ----------- |  |
|                       | Henry Rey sortant réélu | UD-Ve          | 27 169       | 42,55        | 32 972      | 52,71       |  |
|                       | André Routier-Preuvost  | FGDS (SFIO)    | 13 668       | 21,41        | 29 582      | 47,29       |  |
|                       | Michel Moreau           | PCF            | 8 153        | 12,77        |             |             |  |
|                       | Michel Gouesnard        | CD (PDM)       | 6 636        | 10,39        |             |             |  |
|                       | Bernard Lerat           | Modérés        | 4 905        | 7,68         |             |             |  |
|                       | Maurice Milpied         | PSU            | 2 687        | 4,21         |             |             |  |
|                       | Maurice Lepron          | Extrême droite | 634          | 0,99         |             |             |  |
|                       |                         |                |              |              |             |             |  |
| Inscrits              | Inscrits                | Inscrits       | 83 446       | 100,00       | 83 448      | 100,00      |  |
| Abstentions           | Abstentions             | Abstentions    | 18 708       | 22,42        | 19 011      | 22,78       |  |
| Votants               | Votants                 | Votants        | 64 738       | 77,58        | 64 437      | 77,22       |  |
| Blancs et nuls        | Blancs et nuls          | Blancs et nuls | 886          | 1,37         | 1 883       | 2,92        |  |
| Exprimés              | Exprimés                | Exprimés       | 63 852       | 98,63        | 62 554      | 97,08       |  |
| Source : Data.gouv.fr |                         |                |              |              |             |             |  |

Le suppléant de Henri Rey était Alexandre Bolo, représentant.

#### Élections de 1968
| Candidat              | Candidat                | Parti          | Premier tour | Premier tour | Second tour | Second tour |  |
| Candidat              | Candidat                | Parti          | Voix         | %            | Voix        | %           |  |
| --------------------- | ----------------------- | -------------- | ------------ | ------------ | ----------- | ----------- |  |
|                       | Henry Rey sortant réélu | UDR (URP)      | 30 146       | 47,38        | 35 729      | 58,03       |  |
|                       | André Routier-Preuvost  | FGDS (SFIO)    | 12 796       | 20,11        | 25 839      | 41,97       |  |
|                       | Georges Aguesse-Thébaud | CD (PDM)       | 8 110        | 12,75        |             |             |  |
|                       | Michel Moreau           | PCF            | 7 074        | 11,12        |             |             |  |
|                       | Maurice Milpied         | PSU            | 3 899        | 6,13         |             |             |  |
|                       | Isabelle Désormeaux     | Divers         | 1 601        | 2,52         |             |             |  |
|                       |                         |                |              |              |             |             |  |
| Inscrits              | Inscrits                | Inscrits       | 83 029       | 100,00       | 83 074      | 100,00      |  |
| Abstentions           | Abstentions             | Abstentions    | 18 907       | 22,77        | 19 880      | 23,93       |  |
| Votants               | Votants                 | Votants        | 64 122       | 77,23        | 63 194      | 76,07       |  |
| Blancs et nuls        | Blancs et nuls          | Blancs et nuls | 496          | 0,77         | 1 626       | 2,57        |  |
| Exprimés              | Exprimés                | Exprimés       | 63 626       | 99,23        | 61 568      | 97,43       |  |
| Source : Data.gouv.fr |                         |                |              |              |             |             |  |

Le suppléant de Henri Rey était Alexandre Bolo. Alexandre Bolo remplaça Henry Rey, nommé membre du gouvernement, du 23 juillet 1969 au 1er avril 1973.

#### Élections de 1973
| Candidat              | Candidat                  | Parti                | Premier tour | Premier tour | Second tour | Second tour |  |
| Candidat              | Candidat                  | Parti                | Voix         | %            | Voix        | %           |  |
| --------------------- | ------------------------- | -------------------- | ------------ | ------------ | ----------- | ----------- |  |
|                       | André Routier-Preuvost    | PS (UGSD)            | 15 210       | 23,17        | 28 527      | 42,47       |  |
|                       | Alexandre Bolo élu        | UDR (URP)            | 14 578       | 22,21        | 29 925      | 44,55       |  |
|                       | Jean-Claude Bonduelle     | MR (RRRS)            | 10 091       | 15,37        | 8 721       | 12,98       |  |
|                       | Loïc Le Masne de Chermont | RI                   | 9 412        | 14,34        | Retrait     | Retrait     |  |
|                       | Michel Moreau             | PCF                  | 8 599        | 13,09        |             |             |  |
|                       | François Naud             | PSU                  | 2 933        | 4,47         |             |             |  |
|                       | Hervé Bélédin             | CNIP                 | 2 813        | 4,29         |             |             |  |
|                       | Jean-Claude Rivallain     | Régionaliste (SAV)   | 1 005        | 1,53         |             |             |  |
|                       | Henri Le Dem              | Extrême gauche (LCR) | 1 001        | 1,52         |             |             |  |
|                       |                           |                      |              |              |             |             |  |
| Inscrits              | Inscrits                  | Inscrits             | 86 088       | 100,00       | 86 098      | 100,00      |  |
| Abstentions           | Abstentions               | Abstentions          | 19 400       | 22,54        | 18 080      | 21          |  |
| Votants               | Votants                   | Votants              | 66 688       | 77,46        | 68 018      | 79          |  |
| Blancs et nuls        | Blancs et nuls            | Blancs et nuls       | 1 046        | 1,57         | 845         | 1,24        |  |
| Exprimés              | Exprimés                  | Exprimés             | 65 642       | 98,43        | 67 173      | 98,76       |  |
| Source : Data.gouv.fr |                           |                      |              |              |             |             |  |

Le suppléant d'Alexandre Bolo était André Pestel, RI, professeur de lycée.

#### Élections de 1978
| Candidat       | Candidat                     | Parti                | Premier tour | Premier tour | Second tour | Second tour |  |
| Candidat       | Candidat                     | Parti                | Voix         | %            | Voix        | %           |  |
| -------------- | ---------------------------- | -------------------- | ------------ | ------------ | ----------- | ----------- |  |
|                | Alexandre Bolo sortant réélu | RPR                  | 20 165       | 26,91        | 41 005      | 52,93       |  |
|                | Guy Goureaux                 | PS                   | 17 834       | 23,80        | 36 464      | 47,07       |  |
|                | Loïc Le Masne                | UDF (PR)             | 16 185       | 21,59        | Retrait     | Retrait     |  |
|                | Michel Moreau                | PCF                  | 10 620       | 14,17        |             |             |  |
|                | Marie-Françoise Gonin        | Écologie 78          | 4 436        | 5,92         |             |             |  |
|                | Jean-Claude Bonduelle        | MRG                  | 3 330        | 4,45         |             |             |  |
|                | Josette Chauvet              | LO                   | 879          | 1,17         |             |             |  |
|                | Françoise Chevalier          | Extrême gauche (OCF) | 782          | 1,04         |             |             |  |
|                | Daniel Le Foll               | FN                   | 705          | 0,94         |             |             |  |
|                |                              |                      |              |              |             |             |  |
| Inscrits       | Inscrits                     | Inscrits             | 96 501       | 100,00       | 96 499      | 100,00      |  |
| Abstentions    | Abstentions                  | Abstentions          | 20 609       | 21,36        | 17 602      | 18,24       |  |
| Votants        | Votants                      | Votants              | 75 892       | 78,64        | 78 897      | 81,76       |  |
| Blancs et nuls | Blancs et nuls               | Blancs et nuls       | 956          | 1,26         | 1 428       | 1,81        |  |
| Exprimés       | Exprimés                     | Exprimés             | 74 936       | 98,74        | 77 469      | 98,19       |  |

Le suppléant d'Alexandre Bolo était Dominique Pervenche, directeur de collège. Dominique Pervenche remplaça Alexandre Bolo, décédé, du 18 juillet 1980 au 22 mai 1981.

#### Élections de 1981
| Candidat       | Candidat                    | Parti          | Premier tour | Premier tour | Second tour | Second tour |  |
| Candidat       | Candidat                    | Parti          | Voix         | %            | Voix        | %           |  |
| -------------- | --------------------------- | -------------- | ------------ | ------------ | ----------- | ----------- |  |
|                | Dominique Pervenche sortant | RPR (UNM)      | 27 793       | 46,17        | 31 357      | 48,12       |  |
|                | Jean Natiez élu             | PS             | 23 952       | 39,79        | 33 806      | 51,88       |  |
|                | Claude Poperen              | PCF            | 4 887        | 8,12         |             |             |  |
|                | Marie-Françoise Gonin       | PSU            | 1 955        | 3,25         |             |             |  |
|                | Suzanne Offret              | MDD            | 815          | 1,35         |             |             |  |
|                | Gérard Nicol                | LCR            | 368          | 0,61         |             |             |  |
|                | Jean-Louis Chausset         | CCA            | 248          | 0,41         |             |             |  |
|                | Yves Brandeho               | PFN            | 178          | 0,29         |             |             |  |
|                |                             |                |              |              |             |             |  |
| Inscrits       | Inscrits                    | Inscrits       | 94 185       | 100,00       | 94 185      | 100,00      |  |
| Abstentions    | Abstentions                 | Abstentions    | 33 368       | 35,43        | 28 354      | 30,1        |  |
| Votants        | Votants                     | Votants        | 60 817       | 64,57        | 65 831      | 69,9        |  |
| Blancs et nuls | Blancs et nuls              | Blancs et nuls | 621          | 1,02         | 668         | 1,01        |  |
| Exprimés       | Exprimés                    | Exprimés       | 60 196       | 98,98        | 65 163      | 98,99       |  |

La suppléante de Jean Natiez était Éva Gendrault, adjointe au maire de Nantes.

## La circonscription depuis 1986

### Description géographique et démographique
Depuis le redécoupage des circonscriptions législatives du 24 novembre 1986, la circonscription regroupe les cantons suivants :
- canton de Nantes-1 ;
- canton de Nantes-6 ;
- canton de Nantes-7 ;
- canton d'Orvault.

D'après le recensement général de la population réalisé en 1999 par l'Institut national de la statistique et des études économiques (Insee), la population totale de cette circonscription était estimée à 101 568 habitants (96 173 en 1990), la circonscription était donc légèrement sur-représentée par rapport à la moyenne nationale (voir la carte de représentativité des circonscriptions législatives françaises), la représentativité théorique par circonscription étant de 105 600 habitants.
D'après le recensement effectué en 2008, la population de la circonscription est passée à 107 015 habitants.
Le périmètre de la circonscription n'a pas été modifié par le redécoupage des circonscriptions législatives françaises de 2010.

La première circonscription de la Loire-Atlantique se présente comme ceci au sein des villes de Nantes, Orvault et Sautron.

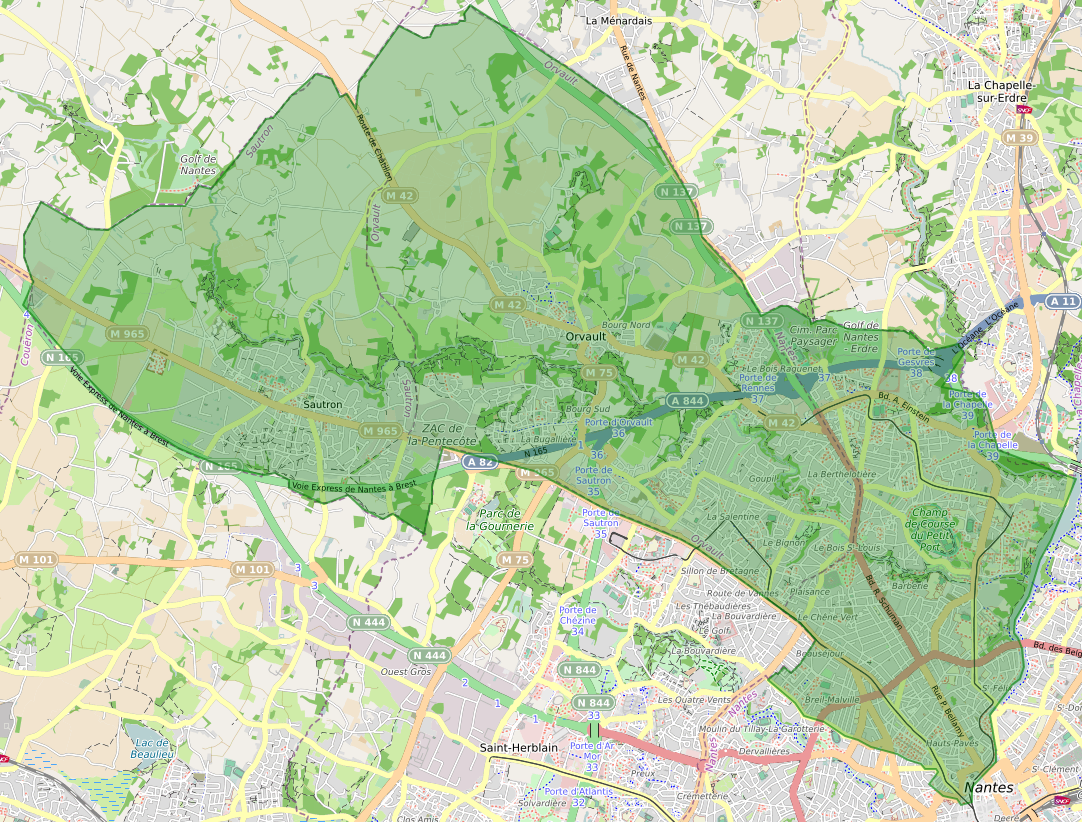
La première circonscription de la Loire-Atlantique

### Historique des députations
| Législature | Début de mandat | Fin de mandat  | Député                 | Parti politique | Observations |
| ----------- | --------------- | -------------- | ---------------------- | --------------- | --- |
| IXe         | 23 juin 1988    | 1er avril 1993 | Monique Papon          | UDF             | |
| Xe          | 2 avril 1993    | 21 avril 1997  | Monique Papon,         | UDF,            | Mandat écourté à la suite d'une dissolution parlementaire décidée par Jacques Chirac.                                   |
| XIe         | 12 juin 1997    | 18 juin 2002   | Patrick Rimbert        | PS              | |
| XIIe        | 19 juin 2002    | 19 juin 2007   | Jean-Pierre Le Ridant, | UMP,            | |
| XIIIe       | 20 juin 2007    | 19 juin 2012   | François de Rugy       | Verts           | |
| XIVe        | 20 juin 2012    | 20 juin 2017   | François de Rugy       | Verts           | |
| XVe         | 21 juin 2017    | 5 octobre 2018 | François de Rugy       | PÉ-LREM         | Président de l'Assemblée nationale jusqu'en 2018. Ministre dans le second gouvernement Édouard Philippe de 2018 à 2019. |
| XVe         | 5 octobre 2018  | 16 août 2019   | Mounir Belhamiti       | PÉ-LREM         | Président de l'Assemblée nationale jusqu'en 2018. Ministre dans le second gouvernement Édouard Philippe de 2018 à 2019. |
| XVe         | 17 août 2019    | 21 juin 2022   | François de Rugy       | PÉ-LREM         | Président de l'Assemblée nationale jusqu'en 2018. Ministre dans le second gouvernement Édouard Philippe de 2018 à 2019. |
| XVIe        | 22 juin 2022    | 9 juin 2024    | Mounir Belhamiti       | RE              | Mandat écourté à la suite d'une dissolution parlementaire décidée par Emmanuel Macron.                                  |
| XVIIe       | 8 juillet 2024  | En cours       | Karim Benbrahim        | PS              | |

### Historique des élections

#### Élections de 1988
| Candidat       | Candidat                      | Parti           | Premier tour | Premier tour | Second tour | Second tour |  |
| Candidat       | Candidat                      | Parti           | Voix         | %            | Voix        | %           |  |
| -------------- | ----------------------------- | --------------- | ------------ | ------------ | ----------- | ----------- |  |
|                | Monique Papon sortante réélue | UDF (CDS) (URC) | 18 438       | 46,56        | 22 504      | 52,52       |  |
|                | Alain Chénard sortant         | PS              | 17 042       | 43,04        | 20 341      | 47,48       |  |
|                | Arnaud de Perier              | FN              | 2 602        | 6,57         |             |             |  |
|                | Catherine Gravoille           | PCF             | 1 515        | 3,83         |             |             |  |
|                |                               |                 |              |              |             |             |  |
| Inscrits       | Inscrits                      | Inscrits        | 63 658       | 100,00       | 63 657      | 100,00      |  |
| Abstentions    | Abstentions                   | Abstentions     | 23 568       | 37,02        | 20 295      | 31,88       |  |
| Votants        | Votants                       | Votants         | 40 090       | 62,98        | 43 362      | 68,12       |  |
| Blancs et nuls | Blancs et nuls                | Blancs et nuls  | 493          | 1,23         | 517         | 1,19        |  |
| Exprimés       | Exprimés                      | Exprimés        | 39 597       | 98,77        | 42 845      | 98,81       |  |

Le suppléant de Monique Papon était André Louisy, conseiller général, maire d'Orvault.

#### Élections de 1993
| Candidat       | Candidat                      | Parti          | Premier tour | Premier tour | Second tour | Second tour |  |
| Candidat       | Candidat                      | Parti          | Voix         | %            | Voix        | %           |  |
| -------------- | ----------------------------- | -------------- | ------------ | ------------ | ----------- | ----------- |  |
|                | Monique Papon sortante réélue | UDF (CDS)      | 19 229       | 46,7         | 23 501      | 59,5        |  |
|                | Daniel Asseray                | PS (ADFP)      | 7 144        | 17,35        | 15 995      | 40,5        |  |
|                | Xavier Dousset                | Les Verts (EÉ) | 4 485        | 10,89        |             |             |  |
|                | Ludovic Cassard               | FN             | 3 577        | 8,69         |             |             |  |
|                | Alexandre Mazzorana           | MRG            | 1 989        | 4,83         |             |             |  |
|                | Catherine Gravoille           | PCF            | 1 922        | 4,67         |             |             |  |
|                | André Bolo                    | CNI            | 952          | 2,31         |             |             |  |
|                | Claude Maraga                 | LT-LNÉ         | 854          | 2,07         |             |             |  |
|                | René Boulzennec               | UDB            | 781          | 1,9          |             |             |  |
|                | Didier Boulaire               | PLN            | 240          | 0,58         |             |             |  |
|                |                               |                |              |              |             |             |  |
| Inscrits       | Inscrits                      | Inscrits       | 66 738       | 100,00       | 66 731      | 100,00      |  |
| Abstentions    | Abstentions                   | Abstentions    | 23 522       | 35,25        | 24 956      | 37,4        |  |
| Votants        | Votants                       | Votants        | 43 216       | 64,75        | 41 775      | 62,6        |  |
| Blancs et nuls | Blancs et nuls                | Blancs et nuls | 2 043        | 4,73         | 2 279       | 5,46        |  |
| Exprimés       | Exprimés                      | Exprimés       | 41 173       | 95,27        | 39 496      | 94,54       |  |

Le suppléant de Monique Papon était André Louisy.

#### Élections de 1997
| Candidat       | Candidat               | Parti          | Premier tour | Premier tour | Second tour | Second tour |  |
| Candidat       | Candidat               | Parti          | Voix         | %            | Voix        | %           |  |
| -------------- | ---------------------- | -------------- | ------------ | ------------ | ----------- | ----------- |  |
|                | Monique Papon sortante | UDF (FD)       | 15 176       | 35,91        | 21 901      | 49,48       |  |
|                | Patrick Rimbert élu    | PS             | 14 019       | 33,17        | 22 359      | 50,52       |  |
|                | Pierre Peraldi         | FN             | 4 009        | 9,49         |             |             |  |
|                | Catherine Gravoille    | PCF            | 2 561        | 6,06         |             |             |  |
|                | Jean-Claude Demaure    | Divers         | 2 561        | 6,06         |             |             |  |
|                | Patricia Rio           | LDI (MPF)      | 1 714        | 4,06         |             |             |  |
|                | Jane Williamson        | GÉ             | 1 283        | 3,04         |             |             |  |
|                | Hervé Guichard         | US4J           | 830          | 1,96         |             |             |  |
|                | Yves Le Borgne         | PLN            | 111          | 0,26         |             |             |  |
|                |                        |                |              |              |             |             |  |
| Inscrits       | Inscrits               | Inscrits       | 67 778       | 100,00       | 67 778      | 100,00      |  |
| Abstentions    | Abstentions            | Abstentions    | 23 955       | 35,34        | 21 837      | 32,22       |  |
| Votants        | Votants                | Votants        | 43 823       | 64,66        | 45 941      | 67,78       |  |
| Blancs et nuls | Blancs et nuls         | Blancs et nuls | 1 559        | 3,56         | 1 681       | 3,66        |  |
| Exprimés       | Exprimés               | Exprimés       | 42 264       | 96,44        | 44 260      | 96,34       |  |

Le suppléant de Patrick Rimbert était Jean-Claude Lebossé, inspecteur général de l'Éducation Nationale chargé de l'enseignement technique et professionnel, conseiller municipal d'Orvault, conseiller général du canton d'Orvault à partir de 1998.

#### Élections de 2002
| Candidat       | Candidat                  | Parti            | Premier tour | Premier tour | Second tour | Second tour |  |
| Candidat       | Candidat                  | Parti            | Voix         | %            | Voix        | %           |  |
| -------------- | ------------------------- | ---------------- | ------------ | ------------ | ----------- | ----------- |  |
|                | Jean-Pierre Le Ridant élu | UMP              | 19 494       | 43,56        | 21 469      | 51,65       |  |
|                | Patrick Rimbert sortant   | PS               | 16 664       | 37,24        | 20 100      | 48,35       |  |
|                | Lucie Blaie               | FN               | 2 435        | 5,44         |             |             |  |
|                | François de Rugy          | Les Verts        | 1 902        | 4,25         |             |             |  |
|                | Pierre Valson             | MPF              | 739          | 1,65         |             |             |  |
|                | Catherine Gravoille       | PCF              | 684          | 1,53         |             |             |  |
|                | Didier Coutant            | Cap21            | 544          | 1,22         |             |             |  |
|                | Hervé Guichard            | LO               | 465          | 1,04         |             |             |  |
|                | Louisette Guibert         | Extrême gauche   | 353          | 0,79         |             |             |  |
|                | Jedjiga Ouggad-Douillard  | UDB              | 333          | 0,74         |             |             |  |
|                | Nicole Girel              | Divers           | 329          | 0,74         |             |             |  |
|                | Christine Meyer           | Pôle républicain | 275          | 0,61         |             |             |  |
|                | Claire Kever              | MNR              | 219          | 0,49         |             |             |  |
|                | Annick Douaud             | CPNT             | 172          | 0,38         |             |             |  |
|                | Hélène Houdbine           | GÉ               | 140          | 0,31         |             |             |  |
|                |                           |                  |              |              |             |             |  |
| Inscrits       | Inscrits                  | Inscrits         | 69 243       | 100,00       | 69 238      | 100,00      |  |
| Abstentions    | Abstentions               | Abstentions      | 23 911       | 34,53        | 26 897      | 38,85       |  |
| Votants        | Votants                   | Votants          | 45 332       | 65,47        | 42 341      | 61,15       |  |
| Blancs et nuls | Blancs et nuls            | Blancs et nuls   | 584          | 1,29         | 772         | 1,82        |  |
| Exprimés       | Exprimés                  | Exprimés         | 44 748       | 98,71        | 41 569      | 98,18       |  |

Le suppléant de Jean-Pierre Le Ridant était Christian Héry, fonctionnaire, de Nantes.

#### Élections de 2007
| Candidat       | Candidat                      | Parti          | Premier tour | Premier tour | Second tour | Second tour |  |
| Candidat       | Candidat                      | Parti          | Voix         | %            | Voix        | %           |  |
| -------------- | ----------------------------- | -------------- | ------------ | ------------ | ----------- | ----------- |  |
|                | Jean-Pierre Le Ridant sortant | UMP            | 19 009       | 42,1         | 21 231      | 47,97       |  |
|                | François de Rugy élu          | Les Verts      | 15 800       | 34,99        | 23 029      | 52,03       |  |
|                | Valérie Lorin                 | UDF–MoDem      | 4 161        | 9,22         |             |             |  |
|                | Régis Boudaud                 | LCR            | 1 192        | 2,64         |             |             |  |
|                | Alexandre Brundo              | MPF            | 839          | 1,86         |             |             |  |
|                | Joël Le Chapelain             | FN             | 738          | 1,63         |             |             |  |
|                | Nicole Girel                  | LT-LNÉ         | 715          | 1,58         |             |             |  |
|                | Michel Rica                   | PCF            | 641          | 1,42         |             |             |  |
|                | Jean-Yves Corbierre           | PRG            | 552          | 1,22         |             |             |  |
|                | Patrick Pellen                | UDB            | 486          | 1,08         |             |             |  |
|                | Christine Meyer               | MRC            | 461          | 1,02         |             |             |  |
|                | Hervé Guichard                | LO             | 235          | 0,52         |             |             |  |
|                | Jean-Pierre Breus             | PT             | 162          | 0,36         |             |             |  |
|                | Irène Nathan                  | MNR            | 151          | 0,33         |             |             |  |
|                | Christine Sevin               | Divers         | 11           | 0,02         |             |             |  |
|                |                               |                |              |              |             |             |  |
| Inscrits       | Inscrits                      | Inscrits       | 72 900       | 100,00       | 72 900      | 100,00      |  |
| Abstentions    | Abstentions                   | Abstentions    | 27 135       | 37,22        | 27 861      | 38,22       |  |
| Votants        | Votants                       | Votants        | 45 765       | 62,78        | 45 039      | 61,78       |  |
| Blancs et nuls | Blancs et nuls                | Blancs et nuls | 612          | 1,34         | 779         | 1,73        |  |
| Exprimés       | Exprimés                      | Exprimés       | 45 153       | 98,66        | 44 260      | 98,27       |  |

#### Élections de 2012
| Candidat       | Candidat                       | Parti                    | Premier tour | Premier tour | Second tour | Second tour |  |
| Candidat       | Candidat                       | Parti                    | Voix         | %            | Voix        | %           |  |
| -------------- | ------------------------------ | ------------------------ | ------------ | ------------ | ----------- | ----------- |  |
|                | François de Rugy sortant réélu | EÉLV (PS, UDB)           | 20 804       | 47,83        | 23 922      | 58,95       |  |
|                | François Pinte                 | UMP                      | 13 828       | 31,79        | 16 661      | 41,05       |  |
|                | Guylène Friard                 | RBM (FN)                 | 2 667        | 6,13         |             |             |  |
|                | Aymeric Seassau                | FG (PCF) (Divers gauche) | 2 248        | 5,17         |             |             |  |
|                | Hervé Grelard                  | NC                       | 1 060        | 2,44         |             |             |  |
|                | Blandine Krysmann              | PCD                      | 774          | 1,78         |             |             |  |
|                | Christine Meyer                | MRC                      | 670          | 1,54         |             |             |  |
|                | Nicole Girel                   | LT-LNÉ                   | 529          | 1,22         |             |             |  |
|                | Alexandre Eveno                | PFE (AÉI)                | 374          | 0,86         |             |             |  |
|                | Claudine Jégourel              | NPA                      | 293          | 0,67         |             |             |  |
|                | Nicolas Bazille                | LO                       | 156          | 0,36         |             |             |  |
|                | Chérine Sultan                 | S&P                      | 92           | 0,21         |             |             |  |
|                |                                |                          |              |              |             |             |  |
| Inscrits       | Inscrits                       | Inscrits                 | 72 772       | 100,00       | 72 772      | 100,00      |  |
| Abstentions    | Abstentions                    | Abstentions              | 28 791       | 39,56        | 31 254      | 42,95       |  |
| Votants        | Votants                        | Votants                  | 43 981       | 60,44        | 41 518      | 57,05       |  |
| Blancs et nuls | Blancs et nuls                 | Blancs et nuls           | 486          | 1,11         | 935         | 2,25        |  |
| Exprimés       | Exprimés                       | Exprimés                 | 43 495       | 98,89        | 40 583      | 97,75       |  |

#### Élections de 2017
Les élections législatives françaises de 2017 ont lieu les dimanches 11 et 18 juin 2017.
|                                                                                     |                                                                               |                           |                           |                          |                          |
|                                                                                     |                                                                               | Premier tour 11 juin 2017 | Premier tour 11 juin 2017 | Second tour 18 juin 2017 | Second tour 18 juin 2017 |
|                                                                                     |                                                                               |                           |                           |                          |                          |
|                                                                                     |                                                                               | Nombre                    | % des inscrits            | Nombre                   | % des inscrits           |
| Inscrits                                                                            | Inscrits                                                                      | 74 937                    | 100,00                    | 74 936                   | 100,00                   |
| Abstentions                                                                         | Abstentions                                                                   | 33 085                    | 44,15                     | 42 598                   | 56,85                    |
| Votants                                                                             | Votants                                                                       | 41 852                    | 55,85                     | 32 338                   | 43,15                    |
|                                                                                     |                                                                               |                           | % des votants             |                          | % des votants            |
| Bulletins blancs                                                                    | Bulletins blancs                                                              | 614                       | 1,47                      | 3 284                    | 10,16                    |
| Bulletins nuls                                                                      | Bulletins nuls                                                                | 111                       | 0,27                      | 636                      | 1,97                     |
| Suffrages exprimés                                                                  | Suffrages exprimés                                                            | 41 127                    | 98,27                     | 28 418                   | 37,92                    |
|                                                                                     |                                                                               |                           |                           |                          |                          |
| Candidat Étiquette politique (partis et alliances)                                  | Candidat Étiquette politique (partis et alliances)                            | Voix                      | % des exprimés            | Voix                     | % des exprimés           |
|                                                                                     |                                                                               |                           |                           |                          |                          |
|                                                                                     | François de Rugy(député sortant) La République en marche ! (Parti écologiste) | 18 645                    | 45,34                     | 18 796                   | 66,14                    |
|                                                                                     | Julien Bainvel Les Républicains (Union des démocrates et indépendants)        | 7 092                     | 17,24                     | 9 622                    | 33,86                    |
|                                                                                     | Sylvie Clabecq La France insoumise                                            | 4 935                     | 12,00                     |                          |                          |
|                                                                                     | Aymeric Seassau Parti communiste français                                     | 2 980                     | 7,25                      |                          |                          |
|                                                                                     | Jean-Michel Mézange Europe Écologie Les Verts                                 | 1 920                     | 4,67                      |                          |                          |
|                                                                                     | Guylène Friard Front national                                                 | 1 822                     | 4,43                      |                          |                          |
|                                                                                     | Blandine Krysmann Divers droite (Parti chrétien-démocrate)                    | 828                       | 2,01                      |                          |                          |
|                                                                                     | Margot Medkour Parti pirate                                                   | 554                       | 1,35                      |                          |                          |
|                                                                                     | Nicole Girel Écologiste (Confédération pour l'homme, l'animal et la planète)  | 450                       | 1,09                      |                          |                          |
|                                                                                     | Hippolyte Le Routier Debout la France                                         | 449                       | 1,09                      |                          |                          |
|                                                                                     | Michel Beaupré Régionaliste (Oui la Bretagne - UDB)                           | 345                       | 0,84                      |                          |                          |
|                                                                                     | Sylvie Garcia Divers (Union populaire républicaine)                           | 282                       | 0,69                      |                          |                          |
|                                                                                     | Antoine Nivard Divers droite (577-Les Indépendants)                           | 206                       | 0,50                      |                          |                          |
|                                                                                     | Sarah Frison Divers (Parti animaliste)                                        | 196                       | 0,48                      |                          |                          |
|                                                                                     | Philippe Renaud Régionaliste (Parti breton)                                   | 160                       | 0,39                      |                          |                          |
|                                                                                     | Hélène Defrance Lutte ouvrière                                                | 152                       | 0,37                      |                          |                          |
|                                                                                     | Guillaume Brunet Divers gauche                                                | 111                       | 0,27                      |                          |                          |
| Source : Ministère de l'Intérieur - Première circonscription de la Loire-Atlantique |                                                                               |                           |                           |                          |                          |

#### Élections de 2022
| Résultats des élections législatives des 12 et 19 juin 2022 de la 1re circonscription de la Loire-Atlantique |                          |                          |                          |              |              |             |             |
| Candidat | Candidat                 | Parti et coalition       | Nuances                  | Premier tour | Premier tour | Second tour | Second tour |
| Candidat | Candidat                 | Parti et coalition       | Nuances                  | Voix         | %            | Voix        | %           |
| | Karim Benbrahim          | PS (NUPES)               | NUP                      | 15 343       | 36,97        | 18 086      | 47,75       |
| | Mounir Belhamiti         | LREM (ENS)               | ENS                      | 13 067       | 31,48        | 19 787      | 52,25       |
| | Anthony Béraud           | LR (UDC)                 | LR                       | 5 212        | 12,56        |             |             |
| | Bryan Pecqueur           | RN                       | RN                       | 2 652        | 6,39         |             |             |
| | Carol Godon              | REC                      | REC                      | 1 984        | 4,78         |             |             |
| | Nicole Girel             | LT-LNÉ (TUPV)            | ECO                      | 1 852        | 4,46         |             |             |
| | Jean-Claude Lhommeau     | DLF (UPF)                | DSV                      | 368          | 0,89         |             |             |
| | Nicolas Patard           | PA                       | ECO                      | 318          | 0,77         |             |             |
| | Hélène Defrance          | LO                       | DXG                      | 284          | 0,68         |             |             |
| | Pascal Davoz             | EPL                      | ECO                      | 260          | 0,63         |             |             |
| | Bernard Chretien         | SE                       | DIV                      | 72           | 0,17         |             |             |
| | Vincent Menant           | PP                       | REG                      | 50           | 0,12         |             |             |
| | David Tan                | FFC                      | DIV                      | 42           | 0,10         |             |             |
| Votes valides                                                                                                | Votes valides            | Votes valides            | Votes valides            | 41 504       | 98,40        | 37 873      | 94,47       |
| Votes blancs                                                                                                 | Votes blancs             | Votes blancs             | Votes blancs             | 573          | 1,36         | 1 862       | 4,64        |
| Votes nuls                                                                                                   | Votes nuls               | Votes nuls               | Votes nuls               | 101          | 0,24         | 354         | 0,88        |
| Total | Total                    | Total                    | Total                    | 42 178       | 100          | 40 089      | 100         |
| Abstention                                                                                                   | Abstention               | Abstention               | Abstention               | 34 947       | 45,31        | 35 000      | 46,61       |
| Inscrits / participation                                                                                     | Inscrits / participation | Inscrits / participation | Inscrits / participation | 77 125       | 54,69        | 75 089      | 53,39       |

#### Élections de 2024
| Candidat                 | Candidat                          | Parti et coalition       | Nuances                  | Premier tour | Premier tour | Second tour | Second tour |
| Candidat                 | Candidat                          | Parti et coalition       | Nuances                  | Voix         | %            | Voix        | %           |
| ------------------------ | --------------------------------- | ------------------------ | ------------------------ | ------------ | ------------ | ----------- | ----------- |
|                          | Karim Benbrahim                   | PS (NFP)                 | UG                       | 20 650       | 42,32        | 24 963      | 46,16       |
|                          | Mounir Belhamiti (député sortant) | RE (ENS)                 | ENS                      | 18 430       | 37,77        | 20 610      | 38,11       |
|                          | Bryan Pecqueur                    | RN                       | RN                       | 9 068        | 18,59        | 8 501       | 15,72       |
|                          | Hélène Defrance                   | LO                       | EXG                      | 476          | 0,98         |             |             |
|                          | Betty Collober                    | NPA-R                    | EXG                      | 168          | 0,34         |             |             |
|                          |                                   |                          |                          |              |              |             |             |
| Votes valides            | Votes valides                     | Votes valides            | Votes valides            | 54 798       | 97,55        | 54 074      | 98,08       |
| Votes blancs             | Votes blancs                      | Votes blancs             | Votes blancs             | 1 193        | 1,54         | 910         | 1,65        |
| Votes nuls               | Votes nuls                        | Votes nuls               | Votes nuls               | 181          | 0,23         | 148         | 0,27        |
| Total                    | Total                             | Total                    | Total                    | 56 172       | 100          | 55 132      | 100         |
| Abstention               | Abstention                        | Abstention               | Abstention               | 21 170       | 27,37        | 22 213      | 28,72       |
| Inscrits / participation | Inscrits / participation          | Inscrits / participation | Inscrits / participation | 77 342       | 72,63        | 77 345      | 71,28       |

#### Département de la Loire-Atlantique
- La fiche de l'INSEE de cette circonscription : « Tableaux et Analyses de la première circonscription de la Loire-Atlantique », sur insee.fr, site de l'Institut national de la statistique et des études économiques (consulté le 10 juin 2007) [PDF]
- « Tous les députés du département de la Loire-Atlantique depuis 1789 » [archive du 30 septembre 2007], sur assemblee-nationale.fr, site de l'Assemblée nationale française (consulté le 10 juin 2007)
- « Informations contentieuses sur le département de la Loire-Atlantique (Élections législatives de 2002) »(Archive.org • Wikiwix • Archive.is • Google • Que faire ?), sur conseil-constitutionnel.fr, site du Conseil constitutionnel (consulté le 13 juin 2007)
- Carte du découpage des circonscriptions législatives Nantaises

#### Circonscriptions en France
- « Carte des circonscriptions législatives en France », sur assemblee-nationale.fr, site de l'Assemblée nationale française (consulté le 10 juin 2007)
- « Résultats électoraux officiels en France »(Archive.org • Wikiwix • Archive.is • Google • Que faire ?), sur interieur.gouv.fr, site du ministère de l'Intérieur (France) (consulté le 13 juin 2007)
- Description et Atlas des circonscriptions électorales françaises sur http://www.atlaspol.com, Atlaspol, site de cartographie géopolitique, consulté le 13 juin 2007.